# NGC 2889
NGC 2889 este o intermediate spiral galaxy⁠(d) situată în constelația Hidra. A fost descoperită în 19 martie 1786 de către William Herschel. Se află la o distanță de 48,73 de megaparseci de Pământ.